# Mercedes 18/100 GP
Mercedes 18/100 GP (4,5 l) z roku 1914 byl závodní automobil společnosti Daimler (Daimler Motoren Gesellschaft) z německého Cannstadtu. Celkem bylo vyrobeno 6 automobilů tohoto typu.

## Vznik a vývoj
Po vítězství ve Velké ceně Francie v roce 1908 Mercedes pozastavil soutěžní program společnosti. Místo toho se inženýrský tým pod vedením Paula Daimlera zaměřil na vývoj leteckých motorů. Během tohoto období firma získala cenné poznatky o lehkých slitinách a konstrukcích. Ty byly použity, když se německý výrobce rozhodl připravit zcela nové vozy pro Velkou cenu Francie 1914 v Lyonu. Mercedes ponechal jen málo náhodě a postavil několik experimentálních šestiválcových vozů pro Grand Prix de la Sarthe (okruh u Le Mans) v roce 1913. V roce 1913 měl vůz namontován letecký motor G 4F (9230 cm³). Vzhledem k novým pravidlům pro stavbu vozů pro Grand Prix Francie v roce 1914, tj. novému limitu zdvihového objemu do 4,5 litru a maximální hmotnosti 1100 kg Mercedes usoudil, že čtyřválcový motor bude stačit. 
Za dobu neúčastí Mercedesu se Peugeot L76 dostal do popředí s nesmírně sofistikovanými motory s dvojitou vačkou se čtyřmi ventily na válec. Tyto špičkové stroje dosáhly vítězství ve Velké ceně Francie v letech 1912 a 1913 a byly to určitě vozy, které by vyhrály i v roce 1914. Pomocí technologie leteckých motorů byl vyvinut zcela nový čtyřválcový řadový motor, aby k třetímu vítězství Peugeotů nedošlo.
Mercedes 18/100 GP byl významný závodní vůz z počátku 20. století, známý zejména svým dominantním vítězstvím na Velké ceně Francie v roce 1914. Tento závod, který se konal jen několik týdnů před vypuknutím první světové války, je často oslavován jako jedna z největších událostí Grand Prix v historii a představuje nelítostnou rivalitu mezi francouzskými a německými výrobci.  

## Popis
Mercedes 18/100 GP měl vodou chlazený čtyřválcový řadový motor o zdvihovém objemu 4483 cm³ (vrtání 93 mm, zdvih 165 mm), se kterým dosahoval při kompresi 5,4:1 točivého momentu 283 Nm při 2 000 ot./min. Zpočátku dosahoval přibližně výkonu 105 koní (78 kW) při 3 100 ot./min, později se zvýšil na přibližně 115 koní (85,8 kW) při 3 200 ot./min, který mu dovoloval dosáhnout maximální rychlosti 180 km/h.
Hliníková kliková skříň měla samostatné ocelové válce. Jednotlivé hlavy navařené na válcích měly čtyři ventily. Mercedes, který chtěl dělat věci po svém, použil k ovládání ventilů pouze jeden vačkový hřídel (SOHC) se čtyřmi ventily na válec, což byla na svou dobu pokročilá technologie. Mohl být osazen až čtyřmi zapalovacími svíčkami na válec (ačkoli závodil se třemi). Pro spolehlivost měl také magnetoelektrické zapalování se dvěma samostatnými magnety.
Vačkový hřídel byl poháněn od klikového hřídele pomocí královského hřídele (vertikálně umístěného hřídele), která byla namontována v zadní části motoru. Vlastní klikový hřídel byl vyvážený a byl vykován z nejkvalitnější rakouské oceli. Mazání nové „čtyřky“ bylo navrženo tak, aby běželo při dvojnásobných otáčkách než u jakéhokoli dřívějšího motoru Mercedesu. Byl namontován složitý systém, který kombinoval mokrou jímku s vysokotlakým čerpadlem. Motor na pístech neměl pístní kroužky, takže podle konstrukce motor používal olej. Další olej mohl být přiváděn do systému ruční pumpou, kterou obsluhoval jezdecký mechanik.
Byla použita samostatně namontovaná čtyřstupňová převodovka. Ta byla spojena se zadními koly nikoli pomocí dříve používaných řetězů, ale pomocí kardanového hřídele z důvodu úspory hmotnosti. Podvozek nového závodního vozu Grand Prix dodržoval konvence s křížově vyztuženým, žebřinovým rámem z lisované oceli, odpruženým poloeliptickými listovými péry s třecími tlumiči a tuhými nápravami. Jednou z věcí přenesených z experimentálních vozů z roku 1913 byl chladič ve tvaru V (poprvé použit a stal se identifikačním znakem budoucích mercedesů) a kompaktní hliníková karoserie doplněná o zaplechovaný spodek vozu. Pro ještě větší snížení odporu byly dokonce přední nápravy „zefektivněny“ znatelným prohnutím. Na rozdíl od většiny soupeřů měl Mercedes 18/100 pouze brzdy na zadní nápravě a přídavnou, motorovou převodovou brzdu. Vůz měl drátová kola.

## Sportovní úspěchy
Tento závodní vůz vzhledem k I. světové válce (1914-1918) nedostal mnoho příležitostí ukázat svoje přednosti na závodních tratích. V poslední předválečné Grand Prix Francie 1914 konaném 4. července 1914 dominujícím způsobem zvítězil, když z 5 startujících vozů dojely sice jen 3, ale kompletně obsadily stupně vítězů. Účastníci Grand Prix Francie 1914 v závodu označovaném později jako motoristický závod století reprezentovali nejen příslušné výrobce, ale také země jejich původu. Vzhledem k politickému napětí, které se v Evropě rychle zvyšovalo, dosáhly nacionalistické pocity bodu varu. Mercedes přihlásil pět vozů a kromě tří Peugeotů další vozy vysoké úrovně přihlásily Fiat, Opel a Sunbeam.
Mezi jezdci Mercedesu byl i testovací pilot společnosti Christian Lautenschlager, který překvapivě vyhrál pro Mercedes Velkou cenu Francie 1908. Ráno 4. července v sedm hodin se proti startéru postavilo 37 nejlepších světových jezdců. Skládalo se z 13 továrních týmů ze šesti zemí. Max Sailer na Mercedesu se brzy ujal vedení v závodě, ale jeho 18/100 vydržel pouze šest z plánovaných dvaceti kol. Vedení se ujal jezdec na Peugeotu L76 Georges Boillot, ale jeho styl a zvýšené zatížení předních brzd vyžadovalo častou výměnu pneumatik. Velmi výkonný Mercedes byl ke svým pneumatikám mnohem šetrnější a na celý závod potřeboval pouze dvě sady pneumatik. Boillotův Peugeot, kterého už předjel Lautenschlager, v posledním, 19. kole selhal motor. To novému Mercedesu uvolnilo cestu k velkolepému vítězství 1-2-3. Vítězem se stal Lautenschlager před Louisem Wagnerem a Otto Salzerem. Pátý Mercedes předčasně odstoupil s problémy s převodovkou.
Krátce po Velké ceně Francie se válka rozšířila po celém kontinentu a veškeré závodění bylo pozastaveno. Jedno z aut bylo převezeno do USA, kde s ním Ralph DePalma závodil. Učinil tak s velkou vervou, vyhrál několik závodů, včetně Indy 500 v roce 1915.Ralph DePalma s tímto mercedesem 31. května 1915 zvítězil v 5. ročníku závodu na oválu na 500 mil v Indianapolis.
Na závodech v Evropě se tento vůz objevil až po válce. Italský hrabě Giulio Masetti Dajnelli da Bagnano na mírně upraveném voze (bubnové brzdy na všech kolech a hliníkové písty) v září 1921 zvítězil v Grand Prix veteránů (Gran Premio Gentlemen, okruh Montichiari Circuit, Brescia) a v dubnu 1922 s ním dokonce vyhrál závod Targa Florio (první vítězství Mercedesu na Targa Florio). V závodě na 4 kola po 108 km (432 km) zvítězil jak v závodních automobilech, tak i v celkovém pořadí. Dosáhl času 6:50:50,4 h a průměrné rychlosti 63,1 km/h. Zajel i nejrychlejší kolo závodu, hned v 1. kole - 1:37:37,8 h (66,4 km/h). Pikantní bylo, že Masetti natřel svůj vůz "italskou" červenou barvou, aby zmátl fanoušky, kteří rádi házeli překážky pod kola neitalských aut.
Mezi mnoha dosaženými vítězstvími bylo tedy i jednoznačné vítězství v XIII. ročníku Targa Florio na Sicílii v rukou Giulia Masettiho. S vítězstvími v Grand Prix Francie, Indy 500 a Targa Florio se Mercedes 18/100 z roku 1914 řadí mezi nejlepší závodní vozy, jaké kdy byly vyrobeny. Bylo to také nejpokročilejší auto před válkou a jeho dlouhá kariéra poté ukázala, že je těžké ho následovat. Během války byl jeden vůz důkladně prozkoumán Bentleyem a zejména ventilové rozvody pozdějších Bentleyů byly inspirovány designem Mercedesu.
Mercedes byl po válce pod ekonomickým tlakem a několik vozů Grand Prix prodal soukromým jezdcům. Majitelé je neustále aktualizovali a až do konce 20. let se s nimi závodilo s velkým úspěchem. Ze šesti postavených exemplářů je známo, že alespoň tři se dochovaly do současnosti. V roce 2014, u stého výročí velkolepého vítězství ve Velké ceně Francie, se tři závodní vozy Mercedes znovu setkaly. V červnu se vozy zúčastnily Goodwood Festival of Speed a v srpnu se dostaly do užšího výběru na Pebble Beach Concours d'Elegance a přidružené akce. Plně funkční vozidla pocházela ze soukromé sbírky George Wingarda, Collier Collection na Floridě a tovární divize Mercedes-Benz Classic.
Kevin Turner z magazínu Autosport seřadil Top 10 vozů Mercedes, které se po více než 100 let zúčastňovaly závodů Grand Prix. Mezi nejlepší stroje z předválečné a světové éry zařadil na čestné 5. místo typ Mercedes 18/100 z roku 1914.

## Galerie

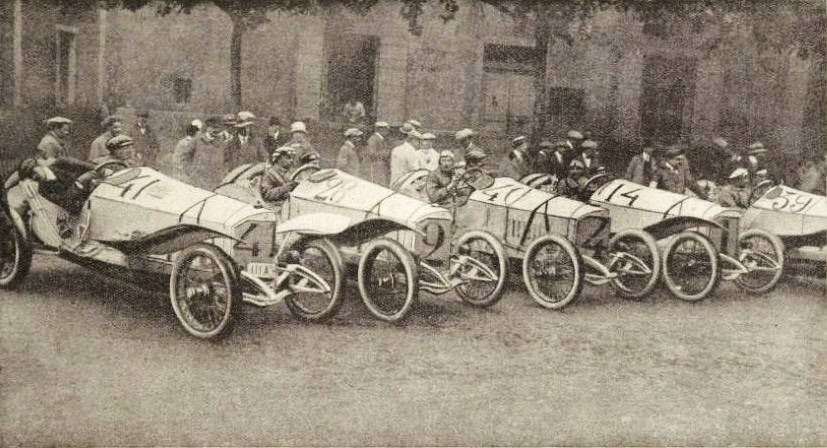
Ekipa Mercedesů 18/100 GP v Lyonu 1914
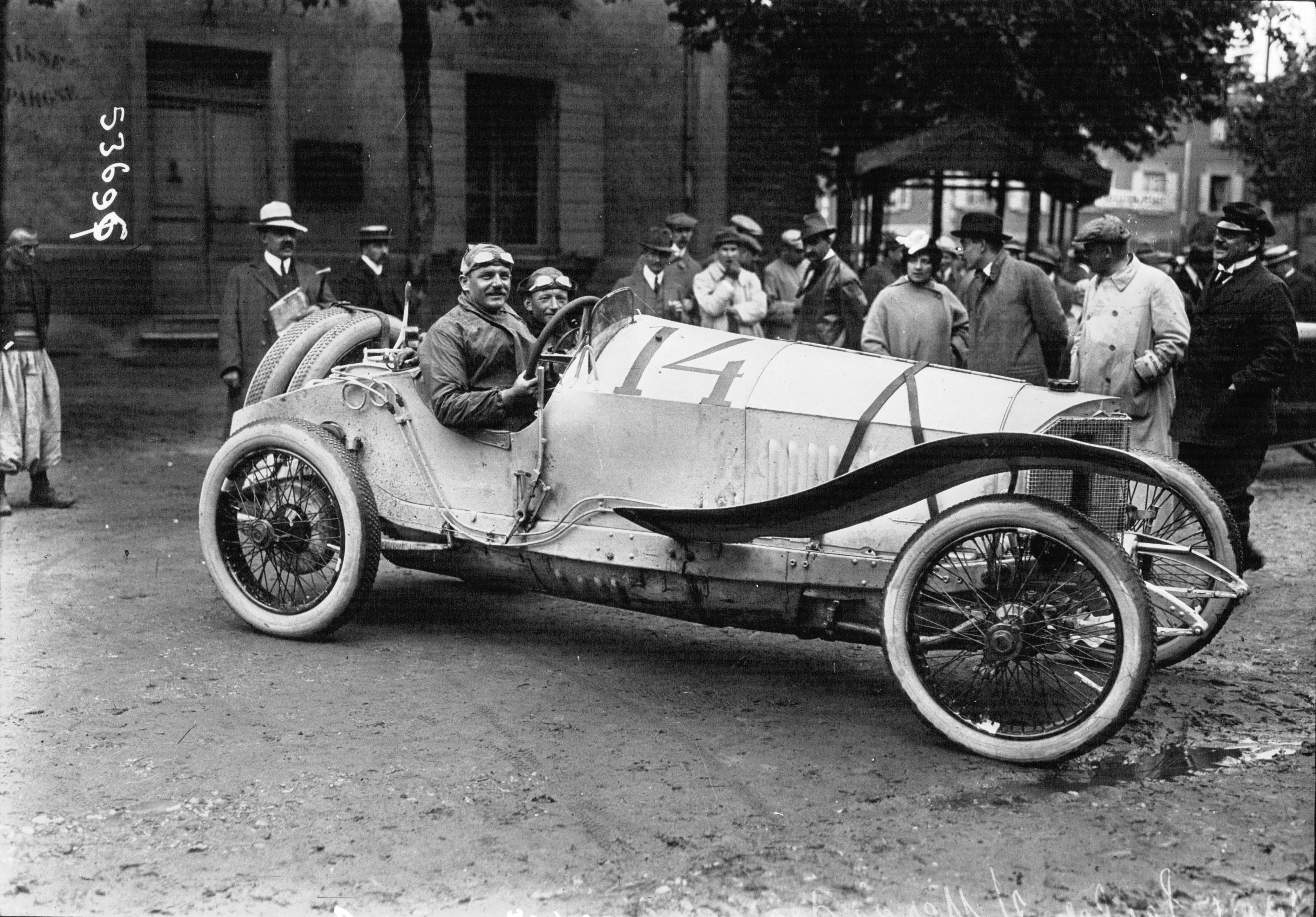
Max Sailer před Grand Prix Francie v Lyonu
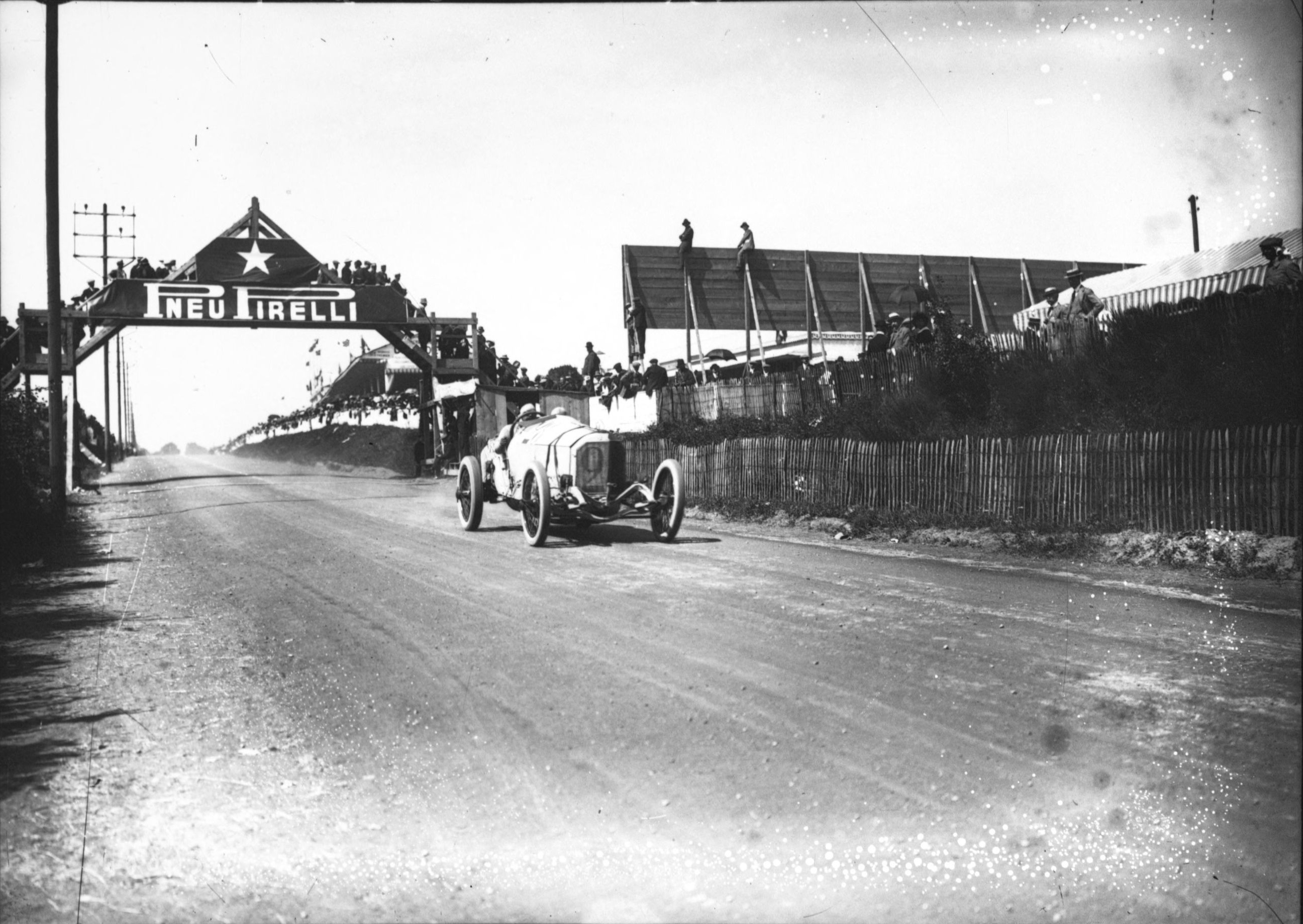
Christian Lautenschlager, Mercedes 18/100 GP, Grand Prix Francie 1914
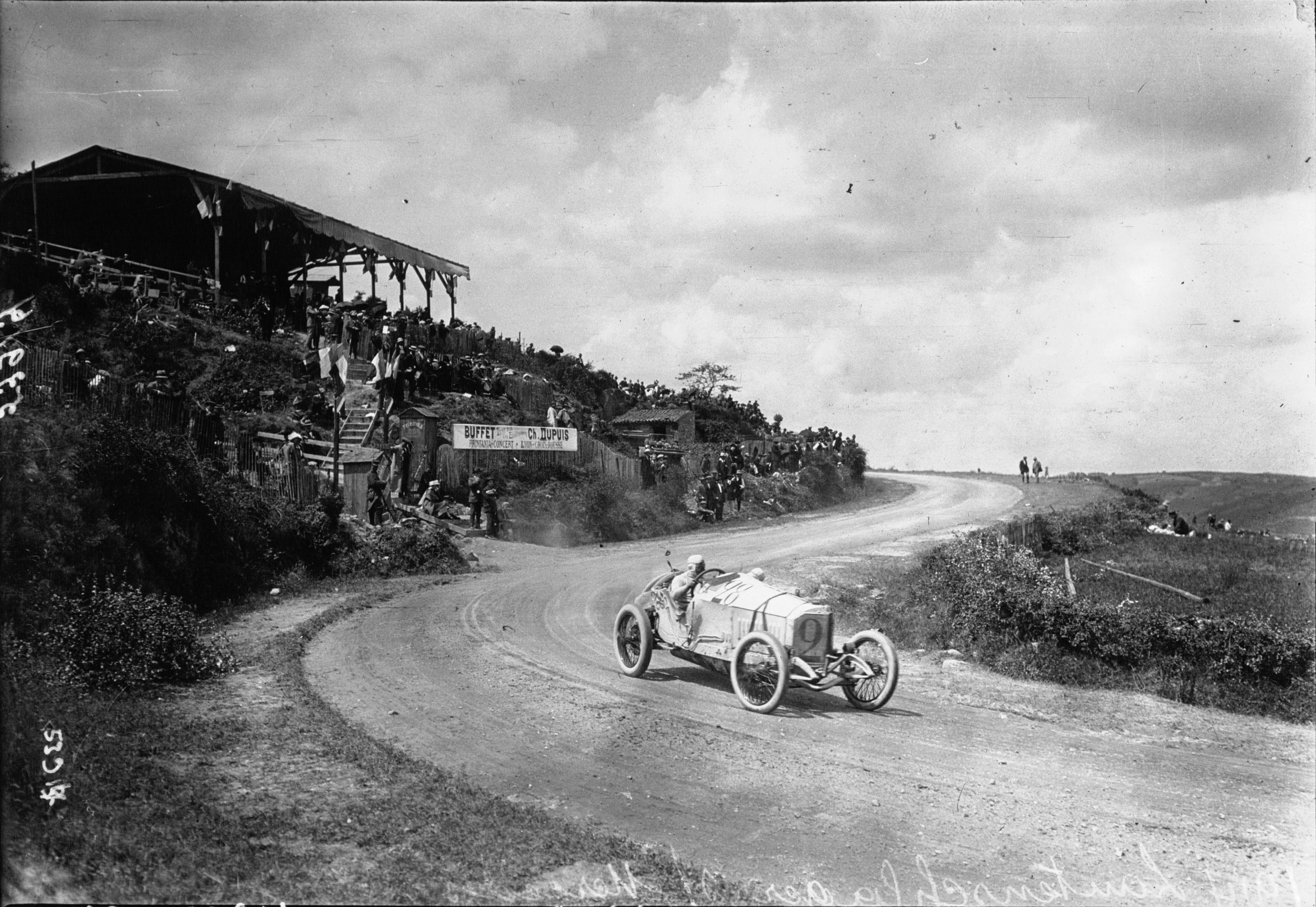
Christian Lautenschlager (st. č. 28) na trati
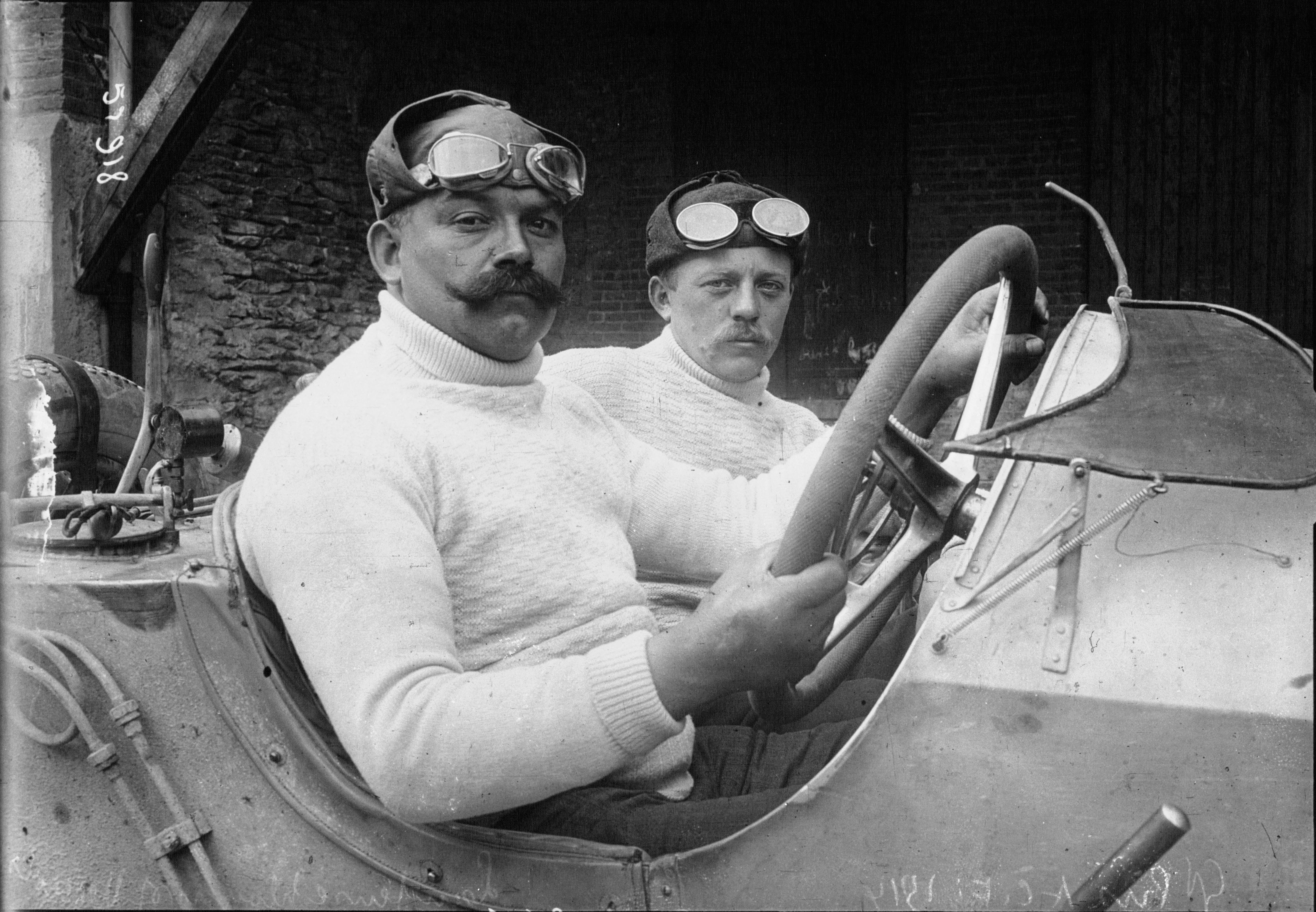
Christian Lautenschlager, vítěz Grand Prix Francie 1914
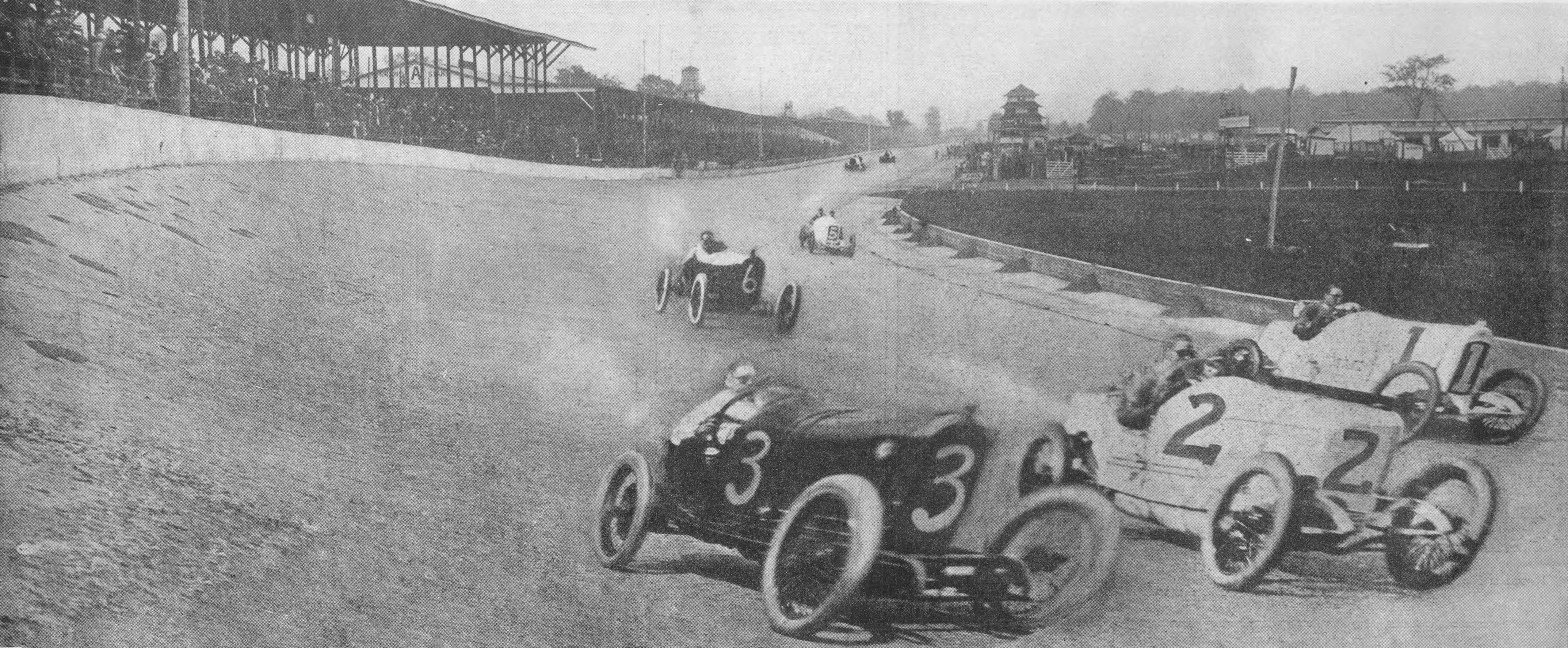
Indianapolis 500, vítěz Ralph DePalma (st. č. 2, Mercedes 18/100 GP) a druhý skončil Dario Resta (st. č. 3, Peugeot L76) v roce 1915
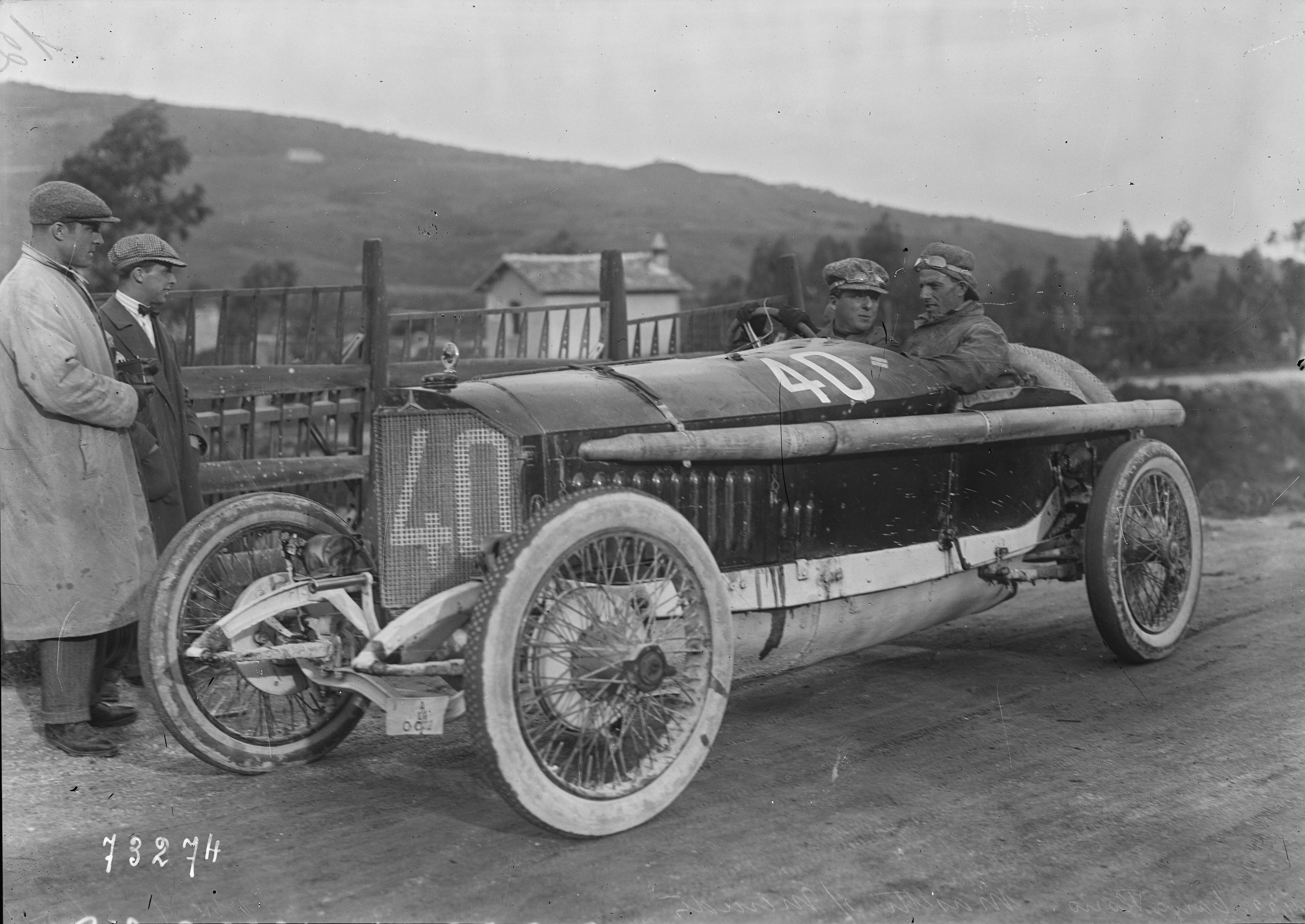
Giulio Masetti, Mercedes 18/100 GP (Targa Florio (1922)
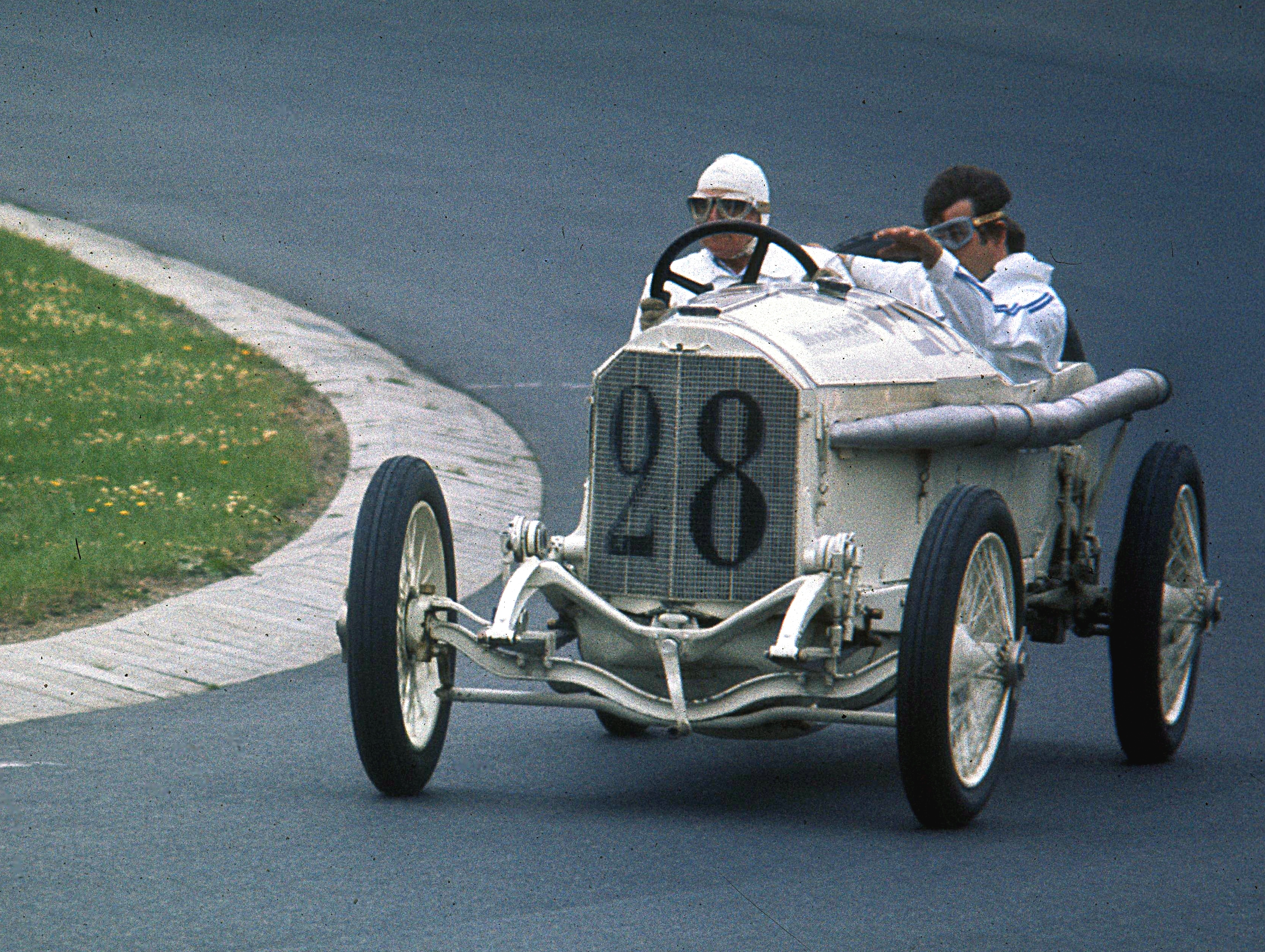
Mercedes 18/100 GP (Nürburgring 1977)
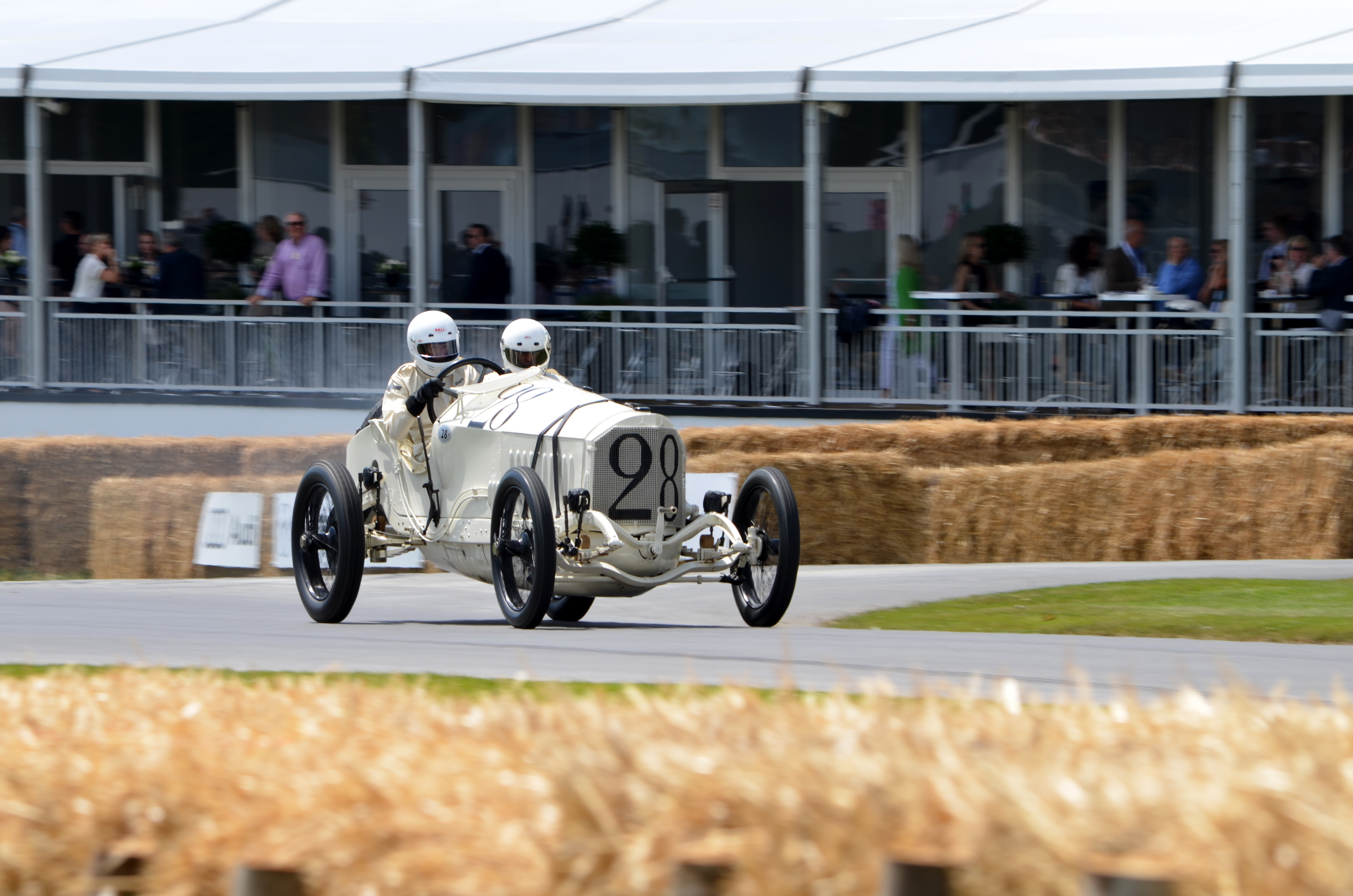
Mercedes 18/100 GP na festivalu rychlosti (Goodwood Festival of Speed 2014)
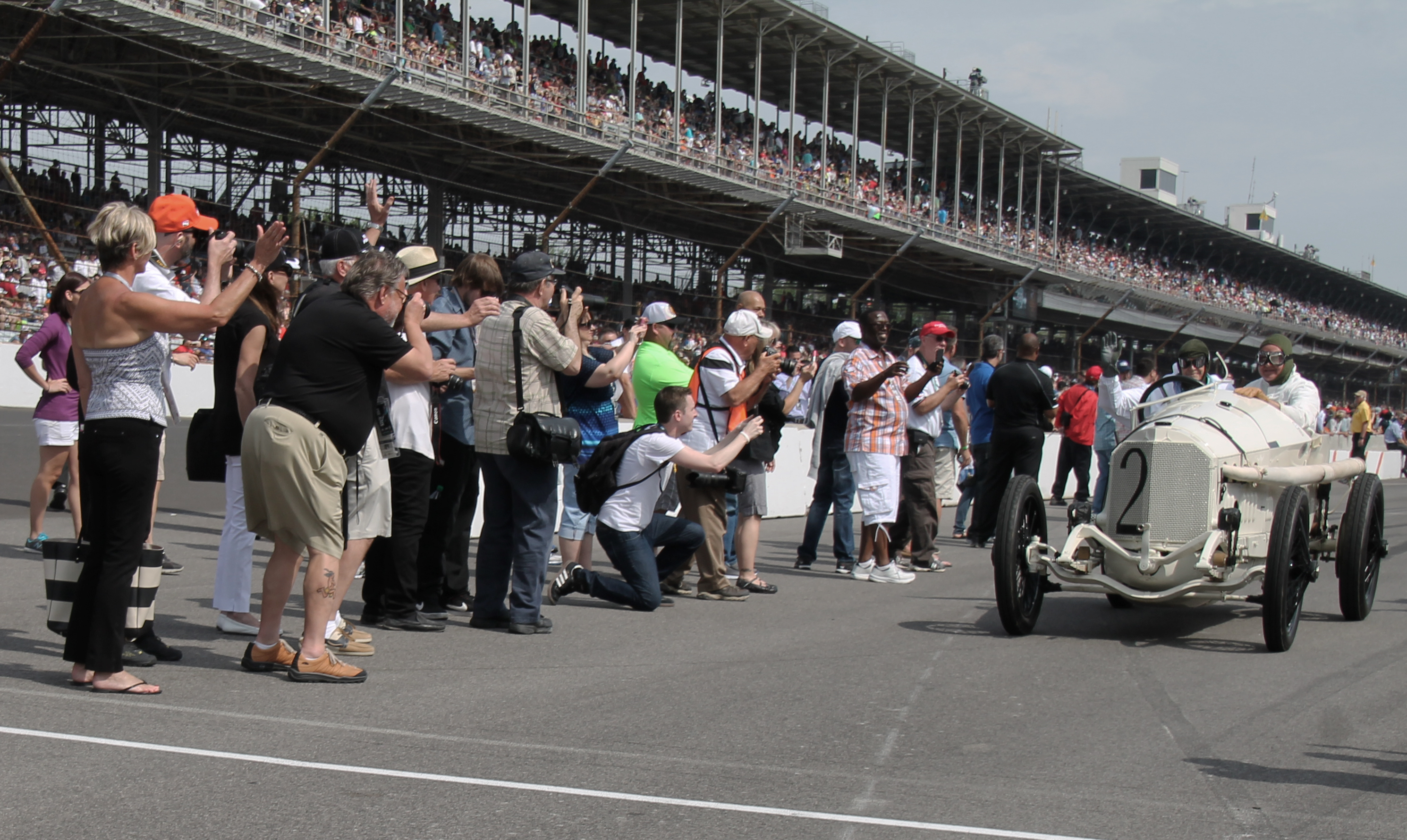
Mercedes 18/100 GP na 500 mil Indianapolis (2015)